# Cordylomera rotundicollis
Cordylomera rotundicollis là một loài bọ cánh cứng trong họ Cerambycidae.